# Csillagfürt
A csillagfürt (Lupinus) a pillangósvirágúak (Fabaceae) családjának Faboideae alcsaládjába tartozó nemzetség. A nemzetség tudományos nevének jelentése: „farkas-”, ami a levelek farkaslábnyomra emlékeztető alakjára, vagy esetleg arra a téves vélekedésre utal, hogy a csillagfürtök kizsákmányolják a talaj erőforrásait.
A nemzetség fajainak számát egyes kutatók akár 1000-re is teszik, amit a csillagfürt széles körű elterjedtsége magyaráz mind földrajzilag, mind élőhelyek szempontjából – de a kutatók többsége egyetért abban, hogy a szinonim nevek kizárásával a csillagfürtfajok száma nem haladja meg a 200-at. Földrajzi elkülönülésük és határozott morfológiai eltérések alapján a génusz két alnemzetségre bontható: a Platycarpos alnemzetség diverzitásának központja a nyugati félgömbön, Dél-Amerikában és Észak-Amerika nyugati részén, a Lupinus alnemzetségé pedig a keleti félgömbön, a Mediterráneumban és Afrikában található.

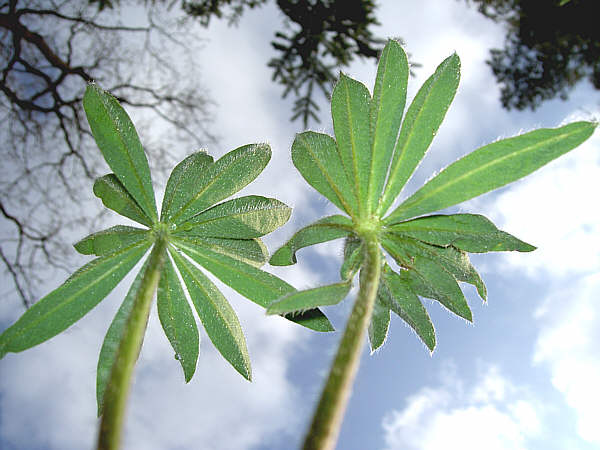
Csillagfürt levelei alulról

Főleg lágy szárú, 30–150 cm-esre megnövő évelő növények tartoznak ide, de van néhány egyéves faj is, kis részük pedig akár 3 méteresre megnövő cserje, egyetlen, mexikói (Oaxaca állam) 8 méter magasra növő, 20 cm törzsátmérőjű fa (Lupinus jaimehintoniana) található a nemzetségben.
Főgyökérrendszerük vagy proteoid/clusteres (a próteafélékről), nem-mikorrhizás gyökérrendszerük van (szorosan pakolt, 2–5 cm-es oldalágú gyökérágakkal), az előbbi esetben a gyökerek 1-2 méter mélyre elérnek, főleg a főgyökéren nitrogénfixáló baktériumokat – Bradyrhizobium sp. (Lupinus) – tartalmaznak.
Levele könnyen felismerhető, jellemző formájú, színe halványzöldtől szürkészöldig terjedő, számos fajban (gyakran sűrűn álló) ezüstös szőrökkel. A levéllemez általában tenyeresen 5-28 levélkére osztott, néhány, az USA délkeleti területein élő fajnál pedig egyetlen levélkére redukált. A levélkék formája változó, egyes fajoknál lándzsás, másoknál különböző mértékben tojásdad.
A virágok felálló száron, tömött vagy nyitott fürtvirágzatot alkotnak, minden egyes virág 1–2 cm hosszú, tipikus borsóvirág alakúak egy felső „zászlóval”, két oldalsó „szárnnyal”, és két alsó párta pedig összeforrva a „tőkesúlyt” alkotja. A virág alakja miatt angol nyelvterületen számos fajt „bluebonnet” (kerek skót sapka) vagy „quaker bonnet” névvel illetnek.
A termés számos magot tartalmazó hüvely.
Jellemző a csillagfürtökre a másodlagos anyagcseretermékek képződése, különösen izoflavonok, toxikus alkaloidok, pl. lupinin, spartein.
A csillagfürt jól megköti a levegőben lévő nitrogént, ezért használható trágyázás helyett. A csillagfürtöt elszórják a földbe, majd amikor kb. 10 centire megnőtt, beleszántják. Ez a fajta trágyázás nem elterjedt, mert arra az évre haszonnövényeket termelni abban a földben már nem lehet. Az egyik legegyszerűbb trágyázási forma a föld termőképességének visszaállítására, de sajnos komoly kiesést okoz a termelékenységben.[forrás?]

## Termesztése
A csillagfürt egy olyan növény, amelyet számos helyen termesztenek a világban. 2021-ben a csillagfürtöt több mint 20 országban termesztették, és az éves termés mennyisége meghaladta a 2,4 millió tonnát.
A világ legnagyobb csillagfürt termelői közé tartozik Fehéroroszország, Ausztrália, Lengyelország, Oroszország és Marokkó. Ezek az országok a 2021-es termelésük alapján az első öt helyen álltak. 2021-ben Fehéroroszország és Ausztrália az éves termés több mint felét (79%) adták a világ csillagfürt termelésének.
A csillagfürtöt a mezőgazdaságban főleg magas fehérjetartalommal bíró takarmánynövényként termesztik. A talajjal szemben meglehetősen igénytelen növény, szinte minden mészszegény talajon megterem.

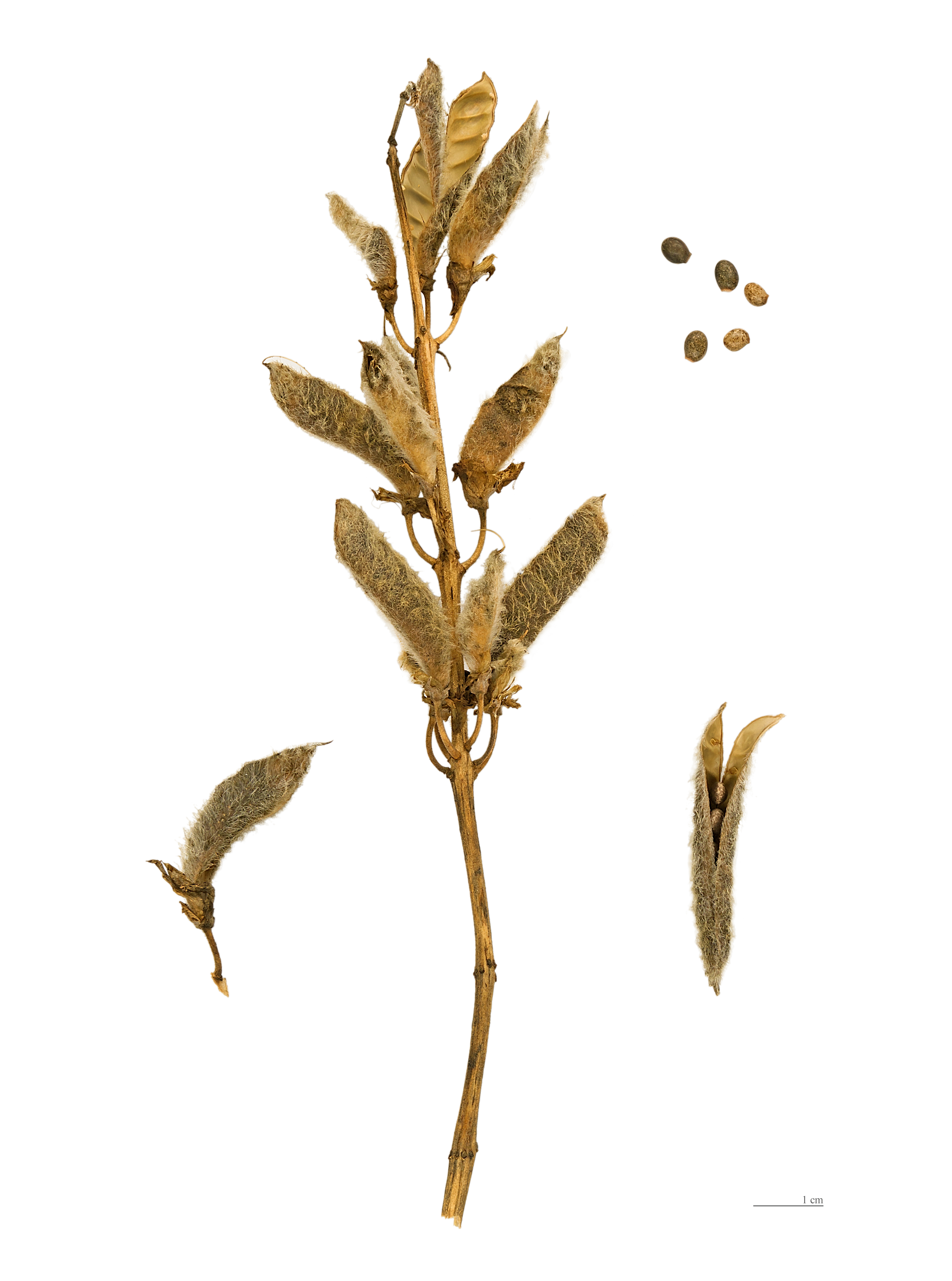
Lupinus polyphyllus

### Fordítás
- Ez a szócikk részben vagy egészben a Lupin című angol Wikipédia-szócikk ezen változatának fordításán alapul.  Az eredeti cikk szerkesztőit annak laptörténete sorolja fel. Ez a jelzés csupán a megfogalmazás eredetét és a szerzői jogokat jelzi, nem szolgál a cikkben szereplő információk forrásmegjelöléseként.